# Aristida macroclada
Aristida macroclada är en gräsart som beskrevs av Johannes Jan Theodoor Henrard. Aristida macroclada ingår i släktet Aristida och familjen gräs. Utöver nominatformen finns också underarten A. m. queenslandica.